# 日本の中世文学史
日本の中世文学史（にほんのちゅうせいぶんがくし）は、中世（およそ鎌倉時代から安土桃山時代まで）の日本文学の歴史である。

## 概略
源頼朝が鎌倉幕府を開き、政治の中心が上方から東国へ移ったが、京都は文化的中心であり続けた。鎌倉時代には藤原定家らによって華麗な技巧に特徴がある『新古今和歌集』が編まれた。また、現代日本語の直系の祖先と言える和漢混淆文が生まれ、多くの作品が書かれた。鴨長明の『方丈記』や兼好法師の『徒然草』などがこれにあたる。『平家物語』は琵琶法師により、室町時代には『太平記』が太平記読みにより語られた。
その他、説経節等語り物の充実は、近世の浄瑠璃の隆盛へと繋がってゆく。御伽草子などの物語も一般民衆の間で読まれ、文芸が知識階級のみのものではなくなり庶民の間へも広まっていく。
女流文学も引き続き盛んであったが、平安時代中期とは異なり、日記文学が主流となった。しかし、南北朝時代に、朝廷の衰微を背景にして、女流文学は途絶えてしまう。
室町時代には京都五山や公家が中心となり古典研究が行われ、また鎌倉時代から上句と下句を連ねる和歌である連歌も貴族から一般民衆までの間で行われた。

## 文学の周辺
また、能楽などの舞台芸術が多くの人々に受け入れられ、その美学は世阿弥によって『風姿花伝』にまとめられた。日本仏教では13世紀中頃には道元の『正法眼蔵』、弟子の懐奘の『正法眼蔵随聞記』が成立したほか、禅僧達の作った「五山文藝」という膨大な文献も残されている。歴史物語は『水鏡』『増鏡』が書かれた。

## 中世文学の主な作品一覧
- 1190年以前『山家集』西行/ 私家集
- 1195年頃 『水鏡』中山忠親(?)/ 歴史
- 1197年『古来風躰抄』藤原俊成/ 歌論書
- 1201年以前『無名草子』/ 物語評論
- 1204年『長秋詠藻』藤原俊成/ 和歌
- 1205年『新古今和歌集』後鳥羽院勅令/ 藤原定家・源通具ら/ 勅撰和歌集
- 1209年『近代秀歌』藤原定家/ 歌論書
- 1212年『方丈記』鴨長明/ 随筆
- 1212年頃『無名抄』鴨長明/ 歌論書
- 1213年『金槐和歌集』源実朝/ 和歌
- 1215年以前『古事談』源顕兼/ 説話
- 1216年以前『発心集』鴨長明/ 説話
- 『保元物語』未詳/ 軍記物語
- 『平治物語』未詳/ 軍記物語
- 『平家物語』未詳/ 軍記物語
- 『たまきはる』建春門院中納言/ 日記
- 1220年『愚管抄』慈円/ 史論
- 1221年以降『承久記』未詳/ 軍記物語
- 1222年『閑居友』慶政/ 説話
- 1223年以前『海道記』未詳/ 紀行
- 1233年以前『建礼門院右京大夫集』建礼門院右京大夫/ 和歌
- 1233年頃『拾遺愚草』藤原定家/ 和歌
- 1235年『新勅撰和歌集』後堀河天皇勅令/ 藤原定家/ 勅撰和歌集
- 『小倉百人一首』藤原定家/私選和歌集
- 1237年以前『正法眼蔵随聞記』道元の弟子懐奘/ 仏教
- 1239年以後『今物語』藤原信実/ 物語
- 1242年以前『八雲御抄』順徳院/ 歌論
- 1242年頃『東関紀行』未詳/ 紀行
- 1242年以後『宇治拾遺物語』未詳/ 説話
- 1250年頃『撰集抄』未詳/ 説話
- 1250年頃『水原抄』源親行/ 注釈
- 1252年『十訓抄』六波羅二臈左衛門入道/ 説話
- 1254年『古今著聞集』橘成季/ 説話
- 1264年以降『釈日本紀』卜部兼方/ 注釈
- 1266年頃『萬葉集註釈（仙覚抄）』仙覚/ 注釈
- 1271年『風葉和歌集』藤原為家 (?)/ 物語歌集
- 1274年『塵袋』未詳/ 類書
- 1278年以前『弁内侍日記』弁内侍/ 日記
- 1279年以前『うたたね』阿仏尼/ 日記
- 1279年頃『十六夜日記』阿仏尼/ 日記
- 1283年『沙石集』無住道暁/ 説話
- 1292年以後『中務内侍日記』伏見院中務内侍/ 日記
- 1297年以降『一言芳談』未詳/ 法語集
- 1306年以後『とはずがたり』後深草院二条/ 日記
- 1312年『玉葉和歌集』伏見院勅令/ 京極為兼/ 勅撰和歌集
- 1322年『元亨釈書』虎関師錬/ 仏教史
- 1329年『岷峨集』雪村友梅/ 漢詩
- 1330年頃『徒然草』兼好法師/ 随筆
- 1339年『神皇正統記』北畠親房/ 史論
- 1344年『夢中問答集』夢窓疎石/ 禅籍
- 1348年『風雅和歌集』光厳院勅令/ 勅撰和歌集
- 1349年頃『梅松論』未詳/ 軍記・史書
- 『太平記』未詳/ 軍記
- 1352年頃『神道集』未詳/ 説話集・神道書
- 1356年『菟玖波集』二条良基/ 准勅撰連歌撰集
- 1359年『空華集』義堂周信/ 漢詩
- 1360年頃『井蛙抄』頓阿/ 歌論
- 1361年頃『曽我物語』未詳/ 軍記物語
- 1362年『河海抄』四辻善成/ 注釈
- 1376年以前『増鏡』未詳/ 歴史
- 1381年『仙源抄』長慶天皇/ 注釈
- 1381年『新葉和歌集』宗良親王/ 准勅撰和歌集
- 1397年『珊瑚秘抄』四辻善成/ 注釈
- 1400年『風姿花伝』世阿弥/ 能
- 1402年『難太平記』今川了俊/ 史書
- 1403年『蕉堅藁』絶海中津/ 漢詩
- 1411年頃『義経記』未詳/ 軍記物語
- 1430年『申楽談儀』観世元能/ 能
- 1432年『源氏物語提要』今川範政/ 注釈
- 1432年『正徹物語』正徹/ 歌論
- 1439年『新続古今和歌集』/ 後花園天皇勅令/ 勅撰和歌集
- 1453年『源氏物語年立』一条兼良/ 注釈
- 1456年頃『東野州聞書』東常縁/ 歌論
- 1463年『ささめごと』心敬/ 連歌
- 1467年『吾妻問答』宗祇/ 連歌
- 1472年『花鳥余情』一条兼良/ 注釈
- 1473年以降『応仁記』未詳/ 軍記物語
- 1476年『竹林抄』宗祇/ 連歌
- 1481年以前『狂雲集』一休宗純/ 漢詩
- 1488年『水無瀬三吟百韻』宗祇・肖柏・宗長/ 連歌
- 1495年『新撰菟玖波集』一条冬良・宗祇/ 准勅撰連歌撰集
- 1499年『種玉編次抄』宗祇/ 注釈
- 1504年『弄花抄』三条西実隆/ 注釈
- 1506年『梅花無尽蔵』万里集九/ 漢詩
- 1510年『細流抄』三条西実隆/ 注釈
- 1512年以降『禅鳳雑談』金春禅鳳/ 能
- 1516年『後奈良天皇御撰名曾』後奈良天皇/ 言語遊戯
- 1518年『閑吟集』未詳/ 歌謡
- 1524年以降『新撰犬筑波集』山崎宗鑑/ 俳諧連歌
- 1540年『守武千句』荒木田守武/ 俳諧連歌
- 1575年『孟津抄』九条稙通/ 注釈
- 1585年『連歌至宝抄』里村紹巴/ 俳諧連歌
- 1593年『天草版伊曽保物語』不干斎巴鼻庵訳/ 寓話
- 1598年『岷江入楚』中院通勝/ 注釈
- 『初瀬物語』未詳/ 物語